# Natação nos Jogos Pan-Americanos de 2023 - Revezamento 4x100 m livre feminino
A competição de revezamento 4x100 m livre feminino da natação nos Jogos Pan-Americanos de 2023 foi disputada em 21 de outubro no Centro Acuático Estadio Nacional, em Santiago, no Chile. No total, competiram 62 atletas de 13 Comitês Olímpicos Nacionais (CON).

## Calendário
Horário local (UTC-4).
| Data          | Horário | Fase          |
| ------------- | ------- | ------------- |
| 21 de outubro | 10:14   | Eliminatórias |
| 21 de outubro | 17:41   | Final         |

## Medalhistas
|  | CAN Canadá                                                                                               |  | USA Estados Unidos                                                                             |  | BRA Brasil                                                                                |
|  | Mary-Sophie Harvey Brooklyn Douthwright Maggie Mac Neil Katerine Savard Julie Brousseau* Emma O'Croinin* |  | Gabi Albiero Catie DeLoof Kayla Wilson Amy Fulmer Camille Spink* Olivia Bray* Reilly Tiltmann* |  | Ana Carolina Vieira Stephanie Balduccini Giovanna Diamante Celine Bispo Lorrane Ferreira* |

* Atletas que só participaram das eliminatórias da prova, mas também receberam medalhas.

## Recordes
Antes desta competição, os recordes mundiais e dos Jogos Pan-Americanos da prova eram os seguintes:
| Tipo                             | Atleta    | Tempo   | Local   | Data                |
| -------------------------------- | --------- | ------- | ------- | ------------------- |
|                                  | Austrália | 3:27.96 | Fukuoka | 23 de julho de 2023 |
| Recorde dos Jogos Pan-Americanos | Canadá    | 3:36.80 | Toronto | 14 de julho de 2015 |

## Resultados

### Eliminatórias
Qualificação: As oito equipes mais rápidas (Q) se classificam para a final.
As eliminatórias foram realizadas em 21 de outubro.
| Pos. | Bateria | Raia | CON                                 | Atletas (parcial)                                                                                       | Tempo   | Notas |
| ---- | ------- | ---- | ----------------------------------- | --- | ------- | ----- |
| 1    | 2       | 5    | BRA Brasil                          | Stephanie Balduccini (55.61) Ana Carolina Vieira (54.63) Celine Bispo (55.90) Cristina Versiani (56.60) | 3:42.74 | Q     |
| 2    | 2       | 4    | USA Estados Unidos                  | Reilly Tiltmann (56.12) Camille Spink (55.49) Kayla Wilson (55.30) Olivia Bray (55.96)                  | 3:42.87 | Q     |
| 3    | 1       | 4    | CAN Canadá                          | Katerine Savard (55.70) Brooklyn Douthwright (55.50) Emma O'Croinin (55.67) Julie Brousseau (56.21)     | 3:43.08 | Q     |
| 4    | 2       | 3    | CUB Cuba                            | Laurent Estrada (56.91) Andrea Becali (56.63) Lorena González (57.19) Elisbet Gámez (55.90)             | 3:46.63 | Q     |
| 5    | 1       | 3    | COL Colômbia                        | Sirena Rowe (56.93) Valentina Becerra (58.05) Isabella Bedoya (57.25) Isabella Arcila (56.40)           | 3:48.63 | Q     |
| 6    | 2       | 6    | ARG Argentina                       | Guillermina Ruggiero (57.14) Florencia Perotti (57.76) Andrea Berrino (56.88) Lucia Gauna (57.24)       | 3:49.02 | Q     |
| 7    | 1       | 5    | MEX México                          | Sofia Revilak (57.12) Andrea Sansores (57.19) Susana Hernández (57.84) Miranda Grana (57.54)            | 3:49.69 | Q     |
| 8    | 2       | 2    | VEN Venezuela                       | Carla González (56.50) María Yegres (57.61) Fabiana Pesce (58.14) Mercedes Toledo (58.03)               | 3:50.28 | Q     |
| 9    | 1       | 6    | PER Peru                            | Mckenna DeBever (57.16) Rafaela Fernandini (57.57) Sophia Ribeiro (59.26) Alexia Sotomayor (58.78)      | 3:52.77 | R     |
| 10   | 2       | 7    | URU Uruguai                         | Abril Aunchayna (59.29) María Solari (58.92) Nicole Frank (59.70) Luna Chabat (57.73)                   | 3:55.64 | R     |
| 11   | 1       | 2    | JAM Jamaica                         | Emily MacDonald (57.74) Morgan Cogle (1:02.42) Leanna Wainwright (1:01.60) Sabrina Lyn (59.97)          | 4:01.73 |       |
| 12   | 1       | 7    | EAI Equipe de Atletas Independentes | María Santis (59.64) María Morales (59.80) Melissa Diego (1:01.69) Lucero Mejia (1:01.59)               | 4:02.72 |       |
| 13   | 2       | 1    | BAH Bahamas                         | Zaylie Thompson (59.60) Katelyn Cabral (1:02.71) Ariel Weech (1:02.57) Victoria Russell (1:03.96)       | 4:08.84 |       |

### Final
A final foi realizada em 21 de outubro.
| Pos. | Raia | CON                | Atletas (parcial)                                                                                       | Tempo   | Notas |
| ---- | ---- | ------------------ | --- | ------- | ----- |
| 01 ! | 3    | CAN Canadá         | Mary-Sophie Harvey (54.69) Brooklyn Douthwright (54.99) Maggie Mac Neil (53.14) Katerine Savard (54.93) | 3:37.75 |       |
| 02 ! | 5    | USA Estados Unidos | Gabi Albiero (55.02) Catie De Loof (54.19) Kayla Wilson (54.85) Amy Fulmer (54.36)                      | 3:38.42 |       |
| 03 ! | 4    | BRA Brasil         | Ana Carolina Vieira (54.67) Stephanie Balduccini (54.08) Giovanna Diamante (55.39) Celine Bispo (55.80) | 3:39.94 |       |
| 4    | 1    | MEX México         | Athena Meneses (56.46) Sofia Revilak (55.90) Andrea Sansores (56.45) María Mata Cocco (56.09)           | 3:44.90 |       |
| 5    | 6    | CUB Cuba           | Lorena González (57.31) Andrea Becali (55.64) Laurent Estrada (56.71) Elisbet Gámez (55.31)             | 3:44.97 |       |
| 6    | 7    | ARG Argentina      | Andrea Berrino (57.14) Guillermina Ruggiero (56.67) Macarena Ceballos (57.73) Lucia Gauna (56.30)       | 3:47.84 |       |
| 7    | 2    | COL Colômbia       | Sirena Rowe (56.90) Isabella Bedoya (57.59) Karen Durango (57.42) Isabella Arcila (56.30)               | 3:48.21 |       |
| 8    | 8    | VEN Venezuela      | Carla González (56.03) María Yegres (57.00) Fabiana Pesce (58.21) Mercedes Toledo (57.01)               | 3:48.25 |       |

Legenda
| Recorde mundial                  | Recorde mundial (World record)               |                       | Recorde africano                      | Recorde africano (African) |                                           | Q | Classificado por posição (Qualified) |
| Recorde dos Jogos Pan-Americanos | Recorde pan-americano (Pan-American record)  | Recorde da América    | Recorde da América (Americas)         | q                          | Classificado por melhor tempo (Qualified) |   |                                      |
| Melhor marca do ano              | Melhor marca do ano (World leading)          | Recorde asiático      | Recorde asiático (Asian)              | DNS                        | Não largou (Did not start)                |   |                                      |
| Recorde nacional                 | Recorde nacional (National record)           | Recorde europeu       | Recorde europeu (European)            | DNF                        | Não terminou (Did not finish)             |   |                                      |
| Recorde pessoal                  | Recorde pessoal do atleta (Personal best)    | Recorde da Oceania    | Recorde da Oceania (Oceania)          | DSQ / DQ                   | Desclassificado (Disqualified)            |   |                                      |
| Recorde da temporada             | Recorde da temporada do atleta (Season best) | Recorde sul-americano | Recorde sul-americano (South America) | NM                         | Sem marca (No mark)                       |   |                                      |